# Kaisborstel
Kaisborstel è un comune tedesco del circondario di Steinburg, nella regione dello Schleswig-Holstein. Ha circa 90 abitanti.